# Synagoge (Bzenec)

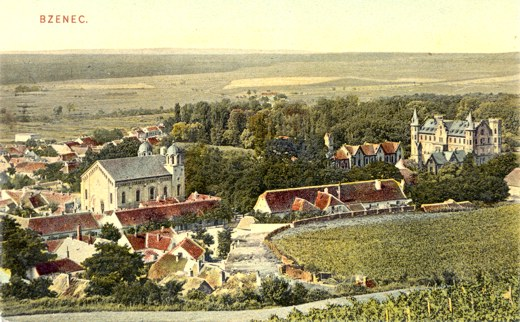
Synagoge in Bzenec (linke Seite mit Ecktürmen)

Die letzte Synagoge in Bzenec (deutsch Bisenz), einer Stadt im Okres Hodonín in der südmährischen Region Jihomoravský kraj in Tschechien, wurde 1863 errichtet. Die Synagoge wurde 1960 abgerissen.

## Geschichte
Die erste zuverlässige schriftliche Erwähnung einer Synagoge in Bzenec stammt erst aus der zweiten Hälfte des 16. Jahrhunderts. Es wird jedoch angenommen, dass sie bereits im 14. Jahrhundert existierte: bei ihrem Abriss 1859 soll sie 500 Jahr alt gewesen sein. An ihrer Stelle wurde 1863 eine neue repräsentative Synagoge im neuromanischen, orientalischen Stil gebaut, die 1925 renoviert wurde. In der Synagoge fand auch hebräischer und religiöser Unterricht für Kinder statt.
Wie auch der jüdische Viertel und das ganze Städtchen wurde auch die Synagoge mehrmals durch kriegerische Ereignisse (so 1550, später im 17. und 18. Jahrhundert) und ferner auch durch Großbrände (wie 1777) verwüstet. Andererseits gehört die Synagoge in Bzenec zu den ganz wenigen in Mähren, welche die Zeit des Nationalsozialismus und die Besetzung der Tschechoslowakei relativ unbeschadet überstanden – bis auf Dezember 1941, als NSDAP-Trupps zusammen mit der tschechoslowakischen faschistischen Kleinpartei Vlajka die Synagoge zu demolieren versuchten.
Nach 1945, als die jüdische Gemeinschaft de facto nicht existierte, diente die Synagoge als Lagerhalle. Mitte der 1950er Jahre wollte die Stadt das Gebäude zu einem Kulturhaus umbauen, doch mangels entsprechender Untersuchungen wurde die Statik des Gebäudes zerstört und das Gebäude musste 1960 abgerissen werden.